# Sulzbach an der Murr
Sulzbach an der Murr – miejscowość i gmina w Niemczech, w kraju związkowym Badenia-Wirtembergia, w rejencji Stuttgart, w regionie Stuttgart, w powiecie Rems-Murr, siedziba związku gmin Sulzbach. Leży nad rzeką Murr, ok. 25 km na północny wschód od Waiblingen, przy drodze krajowej B14 i linii kolejowej Stuttgart–Gaildorf, w Lesie Szwabsko-Frankońskim.